# Михаил Стамболиев
Михаил Стамболиев е учител, общественик и краевед в Ботевград..
Автор е на паметна книга за стогодишнината от откриването на първото българско училище в град Орхание, издадена на 26 декември 1926 г.

Като учител по литература Стамболиев публикува материали за културния и стопанския живот в местния вестник „Орханиец“. Според него Ботевград от началото на века е:
| „     | Изолиран отвсякъде, особено след прекарването на централната железопътна линия, градът започва да търпи постепенно икономическа немощ... Ученолюбиви по природа, гражданите подириха отдушник другаде – създаване на училища. Науката бе вече новото избавление от икономическото тегло... | “ |
| [ 2 ] | |   |

След закриване на горните класове на Орханийската гимназия Стамболиев е назначен за учител в гимназията в Русе.

## Творчество
- „Първа стогодишнина от откриване на българско училище в гр. Орхание“ (1826 – 1926 г.)“, Орхание, 1927 г.